# آدلاید لید، ویکتوریا
آدلاید لید (به انگلیسی: Adelaide Lead) یک شهرک در استرالیا است، که در ویکتوریا (استرالیا) واقع شده‌است.